# Pyrène (botanique)

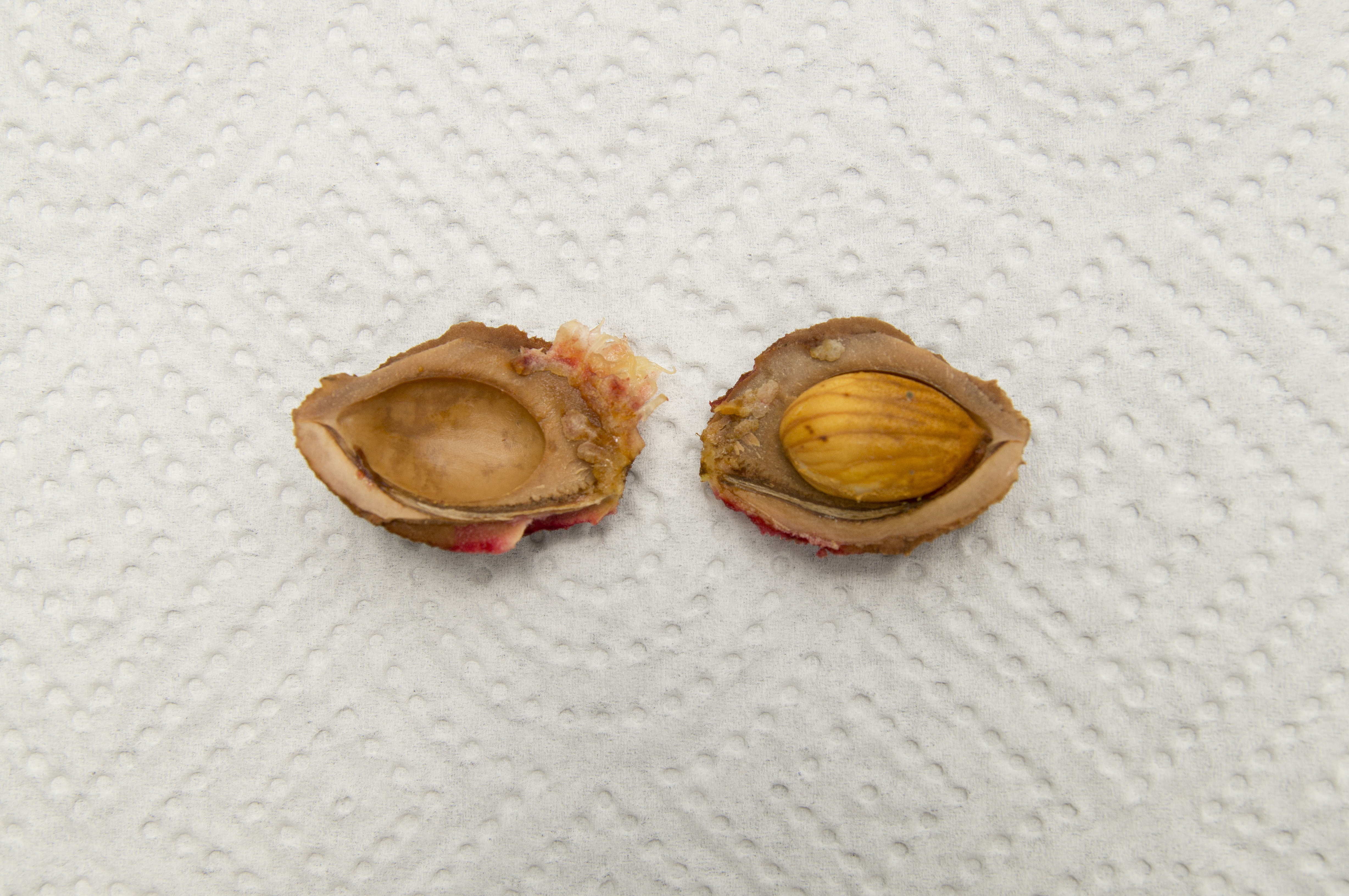
Coupe du « noyau » d'une drupe typique, la pêche, montrant les couches du fruit et de la graine ; le pyrène est l'endocarpe durci qui renferme la graine

Un  pyrène est le « noyau » du fruit à l'intérieur d'une drupe produit par la lignification de l'endocarpe ou de la muqueuse du fruit. Il se compose d'un tissu dur endocarpe entourant une ou plusieurs graines (également appelées « noyau » ). L'endocarpe durci qui constitue le pyrène fournit une barrière physique protectrice autour de la graine, la protégeant des pathogènes et des herbivores.
Alors que de nombreuses drupes sont monopyrènes, contenant un seul pyrène, les fruits à pépins, avec un endocarpe dur et pierreux (plutôt que coriace), sont généralement des drupes polypyrènes, contenant plusieurs pyrènes.

## Développement
Le durcissement de l'endocarpe d'une drupe en développement se produit via la formation de paroi cellulaire secondaire et la lignification. Le biopolymère lignine, également trouvé dans le bois, fournit une structure au sein des parois cellulaires secondaires qui soutient la polymérisation de la cellulose et de l'hémicellulose ; ensemble, ces polymères confèrent à l'endocarpe résistance à la traction et rigidité. Un durcissement supplémentaire se produit au cours de la biominéralisation de l'endocarpe. La biominéralisation des pyrènes au cours de la vie de la plante peut contribuer à la préservation des restes de fruits dans les découvertes archéologique.

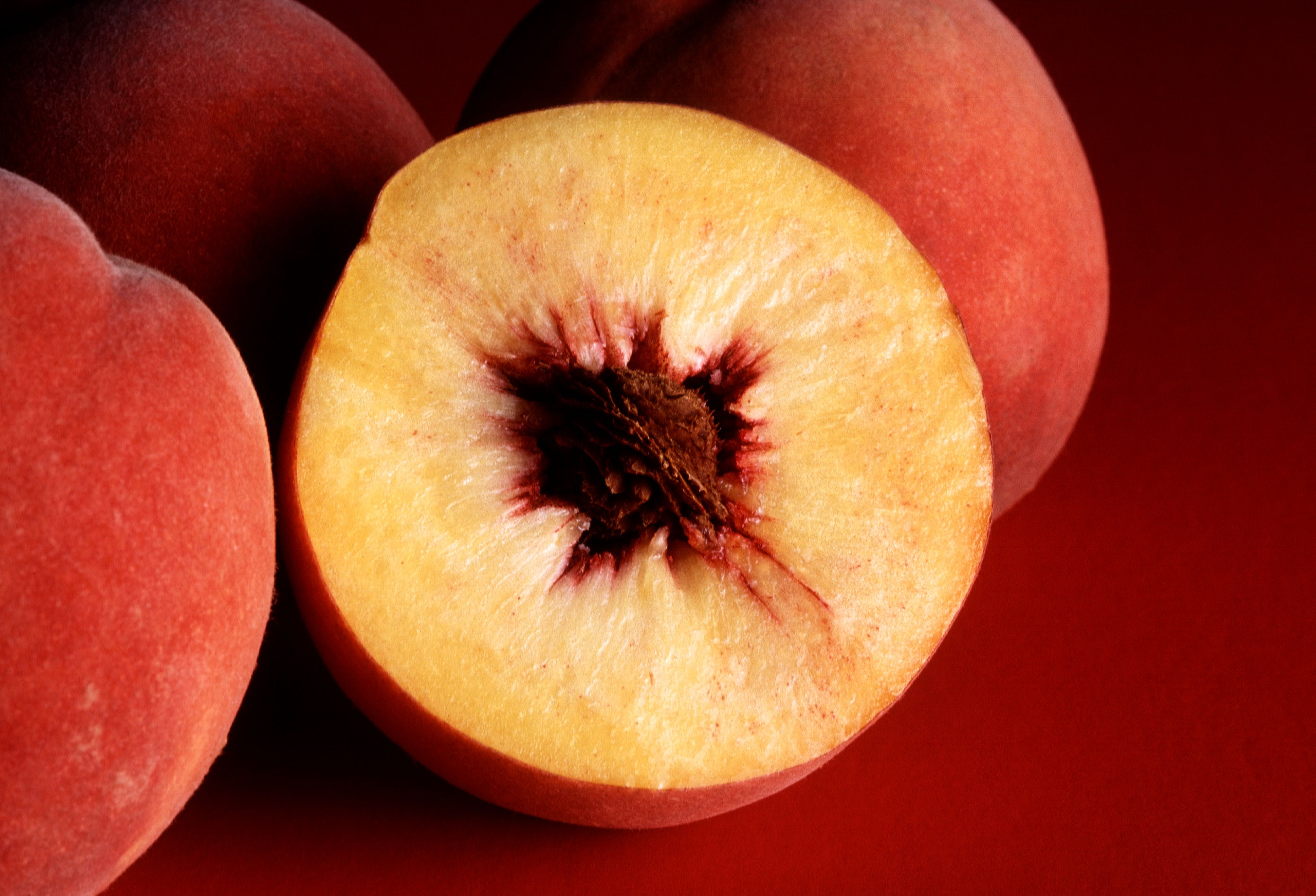
Coupe transversale d'une pêche montrant la place du pyrène à l'intérieur
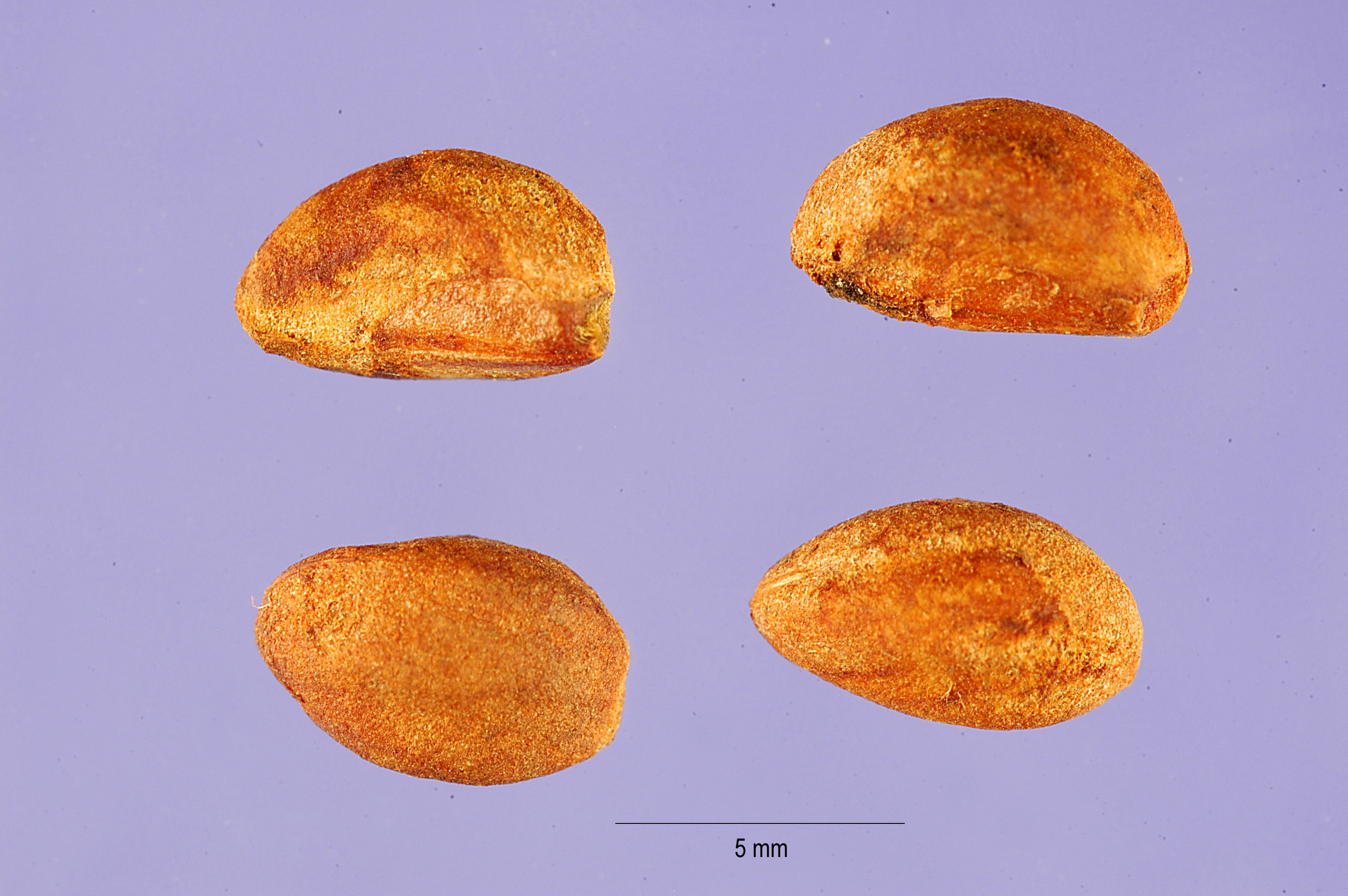
Pyrènes extraits d'un seul fruit de Crataegus punctata, une drupe polypyréne
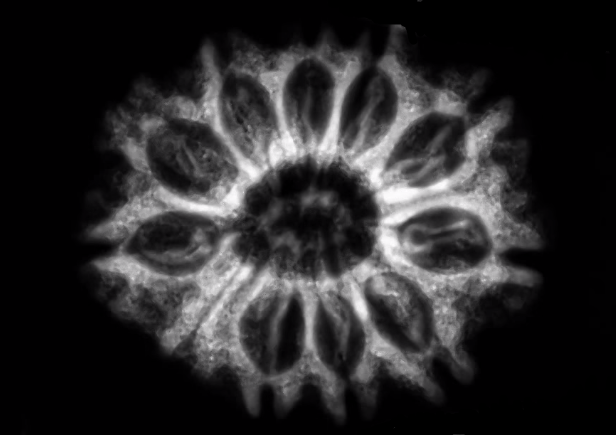
Radiographie d'Elaeocarpus ganitrus révélant 10 locules porteuses de graines à l'intérieur